# Marchese di Lothian

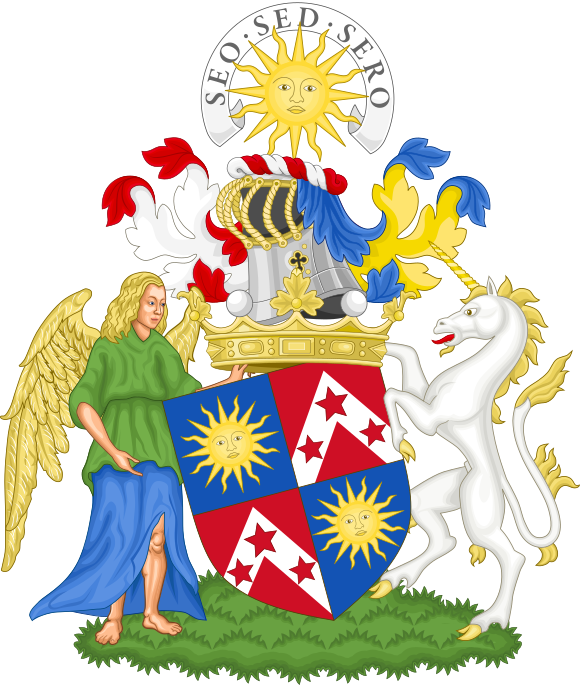
Stemma di Lothian

Marchese di Lothian è un titolo pari di Scozia. È stato creato nel 1701 per Robert Kerr, IV conte di Lothian. Il marchese di Lothian detiene i titoli sussidiari di conte di Lothian (creato 1606), conte di Lothian (creato di nuovo 1631), conte di Ancram (1633), conte di Ancram (creato di nuovo 1701), visconte di Briene (1701), Lord Newbattle (1591), Lord Jedburgh (1622), Lord di Newbattle Kerr (1631), Lord di Kerr Nisbet, Langnewtoun e Dolphinstoun (1633), Lord di Kerr Newbattle, Oxnam, Jedburgh, Dolphinstoun e Nisbet (1701), e barone Kerr, di Kersheugh nella contea di Roxburgh (1821).
L'attuale marchese è Ralph Kerr.

## Storia
Mark Kerr è stato creato Lord Newbattle nel 1591 e conte di Lothian nel 1606. Nel 1621 entrambi i titoli sono stati consegnati dal II conte e nuovamente concesso con il resto speciale per le sue figlie, la maggiore delle quali, Lady Anne Kerr, è riuscito a entrambi i titoli alla sua morte nel 1624. Suo marito, Sir William Kerr (figlio maggiore di Sir Robert Kerr, poi I conte di Ancram) è stato creato Lord Kerr di Newbattle e conte di Lothian nel 1631. Alla sua morte nel 1667 il loro figlio maggiore divenne IV conte di Lothian (anche se fu riconosciuto come tale) e alla morte del marito nel 1675, anche II conte di Lothian.
A questo punto Sir Robert Kerr, il padre del conte della 2ª creazione, era stato creato Lord Kerr di Nisbet, Langnewtoun e Dolphinstoun e conte di Ancram, e i titoli erano stati ereditati dal IV conte e da Charles Kerr, alla cui morte nel 1690 divenne III conte di Ancram.
È stato poi creato Lord Ker di Newbattle, Oxnam, Jedburgh, Dolphinstoun e Nisbet, visconte di Briene, conte di Ancram e marchese di Lothian nel 1701.
Il tredecimo marchese, Michael Kerr, stato più bene conosciuto come l'uomo politico conservatore Michael Ancram. Morì nel 2024 senza figli maschi, e il titolo passò così a suo fratello minore, l'attuale detentore.

## Conti di Lothian, prima creazione (1606)
- Mark Kerr, I conte di Lothian (1553-1609)
- Robert Kerr, II conte di Lothian (?-1624)
- Anne Kerr, III contessa di Lothian (?-1667)
- Robert Kerr, IV conte di Lothian e III conte di Ancram (1636-1703) (creato marchese di Lothian nel 1701)

## Conti di Lothian, seconda creazione (1631)
- William Kerr, I conte di Lothian (1605-1675)

## Conti di Ancram (1633)
- Robert Kerr, I conte di Ancram (1578-1654)
- Charles Kerr, II conte di Ancram (?-1690)

## Marchesi di Lothian (1701)
- Robert Kerr, I marchese di Lothian (1636-1703)
- William Kerr, II marchese di Lothian (1661-1722)
- William Kerr, III marchese di Lothian (1690-1767)
- William Kerr, IV marchese di Lothian (1713-1775)
- William Kerr, V marchese di Lothian (1737-1815)
- William Kerr, VI marchese di Lothian (1763-1824)
- John Kerr, VIII marchese di Lothian (1794-1841)
- William Kerr, VIII marchese di Lothian (1832-1870)
- Schomberg Kerr, IX marchese di Lothian (1833-1900)
- Schomberg Kerr, X marchese di Lothian (1874-1930)
- Philip Kerr, XI marchese di Lothian (1882-1940)
- Peter Kerr, XII marchese di Lothian (1922-2004)
- Michael Kerr, XIII marchese di Lothian (1945-2024)
- Ralph Kerr, XIV marchese di Lothian (n. 1957).

L'erede apparente è il figlio maggiore, John Kerr, conte di Ancram (n. 1988).